# Alzenau
Alzenau es una ciudad alemana, ubicada al norte del distrito de Aschaffenburg, en el Regierungsbezirk de Baja Franconia, en el Estado federado de Baviera. Hasta el 1 de julio de 1972, fue la sede del distrito homónimo.
Hasta el 31 de diciembre de 2006, era denominada oficialmente Alzenau i. UFr. La diferenciación «i. Ufr.» (en Baja Franconia) se debió a la existencia hasta la Segunda Guerra Mundial de otro Alzenau en Silesia, actualmente llamada Olszanka y ubicada en el voivodato de Opole de Polonia.

## Geografía
Alzenau limita al norte con los municipios de Rodenbach y Freigericht en Hesse; al este y sureste con los municipios de Mömbris y Johannesberg; al suroeste, con el municipio de Karlstein am Main; y al oeste, con el municipio de Kahl am Main.
La ciudad abarca las siguientes localidades:
- Albstadt
- Alzenau
- Hörstein
- Kälberau
- Michelbach
- Wasserlos

## Personajes ilustres
- Heiko Westermann (* 1983), futbolista del Hamburgo S.V.
- Max Wissel (* 1989), piloto de carreras.